# Roses à crédit (téléfilm)
Pour le roman adapté, voir Roses à crédit.
Pour plus de détails, voir Fiche technique et Distribution.
Roses à crédit est un téléfilm français réalisé par Amos Gitaï et diffusé le 8 novembre 2011 sur Orange ciné novo, adapté du roman Roses à crédit, d'Elsa Triolet.

## Fiche technique
- Réalisation : Amos Gitaï
- Scénario : Amos Gitaï et Marie-José Sanselme, d'après le roman éponyme d'Elsa Triolet (1959)
- Photographie : Éric Gautier
- Son : Michel Kharat
- Musique : Louis Sclavis
- Montage : Isabelle Ingold
- Décors : Manu de Chauvigny
- Costumes : Moïra Douguet
- Format : Couleur - 1,85:1
- Durée : 113 minutes

## Distribution
- Léa Seydoux : Marjoline
- Grégoire Leprince-Ringuet : Daniel
- Pierre Arditi : M. Georges
- Arielle Dombasle : Mme Denise
- Catherine Jacob : Mme Donzert
- Maud Wyler : Cécile
- Valeria Bruni Tedeschi : Suzette
- André Wilms : M. Donelle
- Ariane Ascaride : le médecin
- Bruno Maquart : l'enquêteur
- Max Denes : l'agent immobilier
- Florence Thomassin : Marie
- Elsa Zylberstein : la pharmacienne

## Production
Afin d'avoir un meilleur budget et de pouvoir rendre ainsi « qualité et de la grande richesse des personnages », le réalisateur Amos Gitaï a choisi de faire deux versions de son film, une pour la télévision et une pour le cinéma, plus longue d'un quart d'heure. Cette dernière devait sortir en salles le 15 décembre 2010, cinq mois avant la diffusion télévisée sur France 2. Mais deux semaines avant la sortie, le Centre national du cinéma et de l'image animée a refusé son agrément au long métrage, estimant qu'il n'y avait pas assez de différences entre les deux versions. Ce refus d'agrément a empêché la sortie en salle car cela le prive de subventions lors de cette sortie.